# Dendroleon
Dendroleon (лат.) — род сетчатокрылых насекомых из семейства муравьиных львов (Myrmeleontidae).

## Описание
Крупные и средних размеров муравьиные львы. Имаго с прозрачными крыльями, лишёнными рисунка или с тонким рисунком на мембране крыла. Шпоры тонкие и прямые. Вершина VII стернита брюшка у самок обычно не вырезан, прямой.

## Ареал
Род насчитывает около 20 видов распространённых в Голарктике, в Австралийском и Ориентальном царствах.

## Виды
- Dendroleon amabilis (Gerstaecker, 1885)
- Dendroleon callipterus X. Wan et al., 2004
- Dendroleon dumigani Tillyard, 1916
- Dendroleon jezoensis Okamoto, 1910
- Dendroleon esbenpeterseni Miller & Stange in Miller et al., 1999
- Dendroleon falcatus Zhan & X.-I. Wang in Zhan et al., 2012
- Dendroleon javanus Banks, 1914
- Dendroleon kiungaensis New, 1990
- Dendroleon koongarrensis New, 1985
- Dendroleon lii X. Wan et al., 2004
- Dendroleon longicruris (C.-k. Yang, 1986)
- Dendroleon longipennis Esben-Petersen, 1915
- Dendroleon motuoensis Z.-l. Wang & X.-l. Wang, 2008
- Dendroleon obsoletus (Say, 1839)
- Dendroleon pantherinus (Fabricius, 1787)
- Dendroleon porteri Stange, 2008
- Dendroleon pupillaris (Gerstaecker, 1894)
- Dendroleon regius (Navás, 1914)
- Dendroleon septemmontanus Statz, 1936
- Dendroleon similis Esben-Petersen, 1923
- Dendroleon speciosus Banks, 1905
- Dendroleon vitripennis (Navás, 1912)